# Sorribas (Rois)
Sorribas (también llamada Santo Tomás de Sorribas y llamada oficialmente San Tomé de Sorribas) es una parroquia y un lugar español del municipio de Rois, en la provincia de La Coruña, Galicia.

## Entidades de población
Entidades de población que forman parte de la parroquia:
- A Meana
- Reibó
- Sorribas
- Touriz (Tourís)
- Vilar de Abad[5][6] (Vilar de Abade)
- Xiaxe (Seaxe)

## Demografía

### Parroquia
| Gráfica de evolución demográfica de Sorribas (parroquia) entre 2000 y 2019 |
|                                                                            |
| Datos según el nomenclátor publicado por el INE.                           |

### Lugar
| Gráfica de evolución demográfica de Sorribas (lugar) entre 2000 y 2019 |
|                                                                        |
| Datos según el nomenclátor publicado por el INE.                       |